# Distrito de Huac-Huas
El distrito de Huac-huas es uno de los veintiuno que conforman la provincia de Lucanas, ubicada en el departamento de Ayacucho en el Sur del Perú.

## Toponimia
El nombre del distrito proviene del huacua o ganso andino (Chloephaga melanoptera) que es un ave proveniente de las regiones andinas de dicha zona, que normalmente permanece en laguna de Cochapampa entre los meses de enero, febrero y marzo.

## Historia
Las primeras etnias que habitaron esta área vivieron en lo que hoy es la localidad de Payllihua, de donde trajeron la primera campana que hoy posee la iglesia católica del distrito.
Alrededor del año 1569 el pueblo pertenecía a la repartición del Hatun Rucaca-Laramati y se llamaba San Miguel de Guaguas. Ya en la República, el distrito fue creado mediante la Ley 6612 del 8 de abril de 1929 con el nombre actual. Su capital es el centro poblado de Huacuas.

## Composición étnica
La composición étnica de Huac-huas se verá en el siguiente gráfico:

## Geografía

### Localización
El distrito de Huac-Huas está ubicado en el lado noroeste de la provincia de Lucanas del departamento de Ayacucho, y está a una altitud de 3100 m s.n.m. con una superficie de 309,48 km². El pico más elevado de Huac-Huas es el cerro Condorillo con 4,523 m s.n.m.
| Noroeste: Ocoyo(Huaytará) y Santiago de Quirahuara(Huaytará) | Norte: Santiago de Quirahuara(Huaytará) | Noreste: Santiago de Quirahuara(Huaytará) Llauta |
| Oeste: Tibillo(Palpa) y Río Grande(Palpa)                    |                                         | Este: Llauta                                     |
| Suroeste: Río Grande(Palpa)                                  | Sur: Río Grande(Palpa) y Llauta         | Sureste: Llauta                                  |

## Demografía

### Localidades
El distrito tiene las siguientes localidades (todas rurales):
- El Carmen de Pate
- Huac-Huas
- Llallahua
- Pate
- Payllihua
- San Juan de Caracha
- San Miguel de Lima
- Santa Rosa
- Sayhua
- Socos
- Yuraccancha

## Autoridades

### Municipales
- 2023 - 2026
  - Alcalde: Fredy Emerson Intimayta Sayritupac, de Movimiento Regional Agua
  - Regidores:

  1. Elizabeth Milagros Tovar Huarcaya (Movimiento Regional Agua)
  2. Jaime Cesar Gutiérrez Paucar (Movimiento Regional Agua)
  3. Isabel Wilberta Roca Cuadros (Movimiento Regional Agua)
  4. Rodil Luis Anyosa Alarcón (Movimiento Regional Agua)

Alcaldes anteriores
- 2019-2022: Nicolás Lucio Yauri Poma
- 2015-2018: Richard Sotelo Anayhuaman
- 2011-2014: Jonny Quintanilla Yalle
- 2007-2010: Emilio Rito Palomino Alfaro
- 2003-2006: Román Richard Sotelo Anayhuamán
- 1999-2002: Alejandro Paucar Yauri
- 1996-1998: Henrry Mauro Pumayauri Coello